# NGC 597
NGC 597 je galaksija u zviježđu Kipar.

## Vanjske poveznice
- SEDS: NGC 0597